# Фолл-Крік (Вісконсин)
Фолл-Крік (англ. Fall Creek) — селище (англ. village) в США, в окрузі О-Клер штату Вісконсин. Населення — 1422 особи (2020).

## Географія
Фолл-Крік розташований за координатами 44°45′55″ пн. ш. 91°16′49″ зх. д. / 44.76528° пн. ш. 91.28028° зх. д. (44.765313, -91.280259).  За даними Бюро перепису населення США в 2010 році селище мало площу 5,42 км², з яких 5,35 км² — суходіл та 0,06 км² — водойми.

## Демографія
Згідно з переписом 2010 року, у селищі мешкало 1315 осіб у 517 домогосподарствах у складі 354 родин. Густота населення становила 243 особи/км².  Було 553 помешкання (102/км²).
Расовий склад населення:
| - 97,9 % — білих - 0,8 % — азіатів - 0,5 % — корінних американців - 0,1 % — чорних або афроамериканців |

До двох чи більше рас належало 0,7 %. Частка іспаномовних становила 0,2 % від усіх жителів.
За віковим діапазоном населення розподілялося таким чином: 26,1 % — особи молодші 18 років, 56,7 % — особи у віці 18—64 років, 17,2 % — особи у віці 65 років та старші. Медіана віку мешканця становила 39,6 року. На 100 осіб жіночої статі у селищі припадало 83,7 чоловіків;  на 100 жінок у віці від 18 років та старших — 80,7 чоловіків також старших 18 років.
Середній дохід на одне домашнє господарство  становив 56 830 доларів США (медіана — 52 396), а середній дохід на одну сім'ю — 67 278 доларів (медіана — 63 125). Медіана доходів становила 51 875 доларів для чоловіків та 33 906 доларів для жінок. За межею бідності перебувало 10,5 % осіб, у тому числі 7,4 % дітей у віці до 18 років та 10,8 % осіб у віці 65 років та старших.
Цивільне працевлаштоване населення становило 607 осіб. Основні галузі зайнятості: освіта, охорона здоров'я та соціальна допомога — 24,1 %, виробництво — 16,6 %, будівництво — 12,4 %, фінанси, страхування та нерухомість — 11,2 %.